# Club Deportivo Veracruz
Club Deportivo Veracruz, zkráceně CD Veracruz, byl mexický fotbalový klub sídlící ve městě Veracruz ve státě Veracruz. Hrál na stadionu Estadio Luis "Pirata" Fuente. Tým byl 2× mistrem Mexika. Měl červené dresy a přezdívku Los Tiburones Rojos (červení žraloci).

## Historie
Klub byl založen roku 1943 sloučením klubů Iberia de Córdoba a Veracruz Sporting Club.
V letech 1946 a 1950 tým vyhrál mexickou ligu.
V roce 2019 klub z finančních důvodů ukončil činnost.

## Úspěchy
- Liga MX: 2

1945–46, 1949–50
- Copa MX: 2

1947–48, 2016 Clausura